# Bundesautobahn 48
Die Bundesautobahn 48 (Abkürzung: BAB 48) – Kurzform: Autobahn 48 (Abkürzung: A 48) – ist eine deutsche Autobahn im Bundesland Rheinland-Pfalz, die am Autobahndreieck Vulkaneifel bei Daun von der Bundesautobahn 1 abzweigt und von dort über Koblenz zum Dreieck Dernbach im Westerwald führt, wo sie in die Bundesautobahn 3 mündet. Sie erschließt große Teile der Eifel und die Region um Trier mit dem Rheinland und ist auf ihrer gesamten Länge Bestandteil der Europastraße 44.

## Verlauf
Die BAB 48 beginnt am Autobahndreieck Vulkaneifel, wo sie von der BAB 1 abzweigt. Da letztere nur einige Kilometer nördlich des Dreiecks bei Kelberg endet und eine rund 20 km lange Baulücke in Richtung Köln besteht, wird der Verkehr aus Richtung Trier weiter in Richtung Köln über die BAB 48 und später die BAB 61 geleitet. Nach dem Dreieck folgt zunächst ein hügeliger Verlauf mit einigen Steigungs- und Gefällestrecken durch die waldreiche und hügelige Vulkaneifel, unmittelbar am Ulmener Maar vorbei. Charakteristisch ist die aus langen Geraden und vereinzelten, relativ engen Kurven bestehende Trasse.
Bei Kaisersesch wird der hügelige Eifelabschnitt verlassen und die Ebene des Maifelds erreicht. Kurz vor Mayen überquert die Autobahn das tief eingeschnittene Tal des Elzbachs. Unmittelbar nördlich der 97 m hohen Elztalbrücke befindet sich eine Rastanlage mit Tankstelle. Über die Anschlussstelle Mayen kann durch das Befahren der Bundesstraße 262 der Weg zur BAB 61 (Anschlussstelle Mendig) abgekürzt werden, womit der Umweg über das Autobahnkreuz Koblenz entfällt.
Hinter Mayen folgt zunächst ein kurvenreicher Abschnitt, ehe das Maifeld verlassen und hinter Ochtendung in einer Gefällestrecke das Mittelrheinische Becken erreicht wird. Am Autobahnkreuz Koblenz kreuzt die BAB 48 die BAB 61 (Venlo–Ludwigshafen), einige Kilometer weiter stellt die ebenfalls als planfreies Kreuzungsbauwerk ausgeführte Anschlussstelle Koblenz-Nord die Verbindung zur B 9 her, die als Hauptverkehrsader des Mittelrheintals das Stadtzentrum von Koblenz und die linksrheinischen Vororte anbindet. Anschließend überquert die Autobahn auf der Bendorfer Brücke den Rhein und stellt über die Anschlussstelle Bendorf/Neuwied eine Verbindung zu den rechtsrheinischen Koblenzer Stadtteilen sowie den rechtsrheinischen Vororten her. Die Anschlussstelle ist aufgrund des Platzmangels ungewöhnlich aufgebaut und besteht im Prinzip aus einer Kombination aus halben Kleeblatt und zwei Trompeten.
Direkt im Anschluss folgt die BAB 48 einer engen Kurvenkombination und führt parallel zum Rhein auf die Höhen des Westerwalds hinauf, womit der Ballungsraum um Koblenz verlassen wird. In westlicher Fahrtrichtung bietet sich hier ein weitläufiger Blick auf das Rheintal und das Koblenz-Neuwieder Becken. Bei Höhr-Grenzhausen befindet sich in östliche Fahrtrichtung eine kleine Raststätte, allerdings ohne Tankmöglichkeit. Nach einigen weiteren Kilometern quer durch hügelige Westerwaldlandschaft mündet die Autobahn schließlich am Autobahndreieck Dernbach in die BAB 3 (Emmerich–Köln–Frankfurt am Main–Passau).

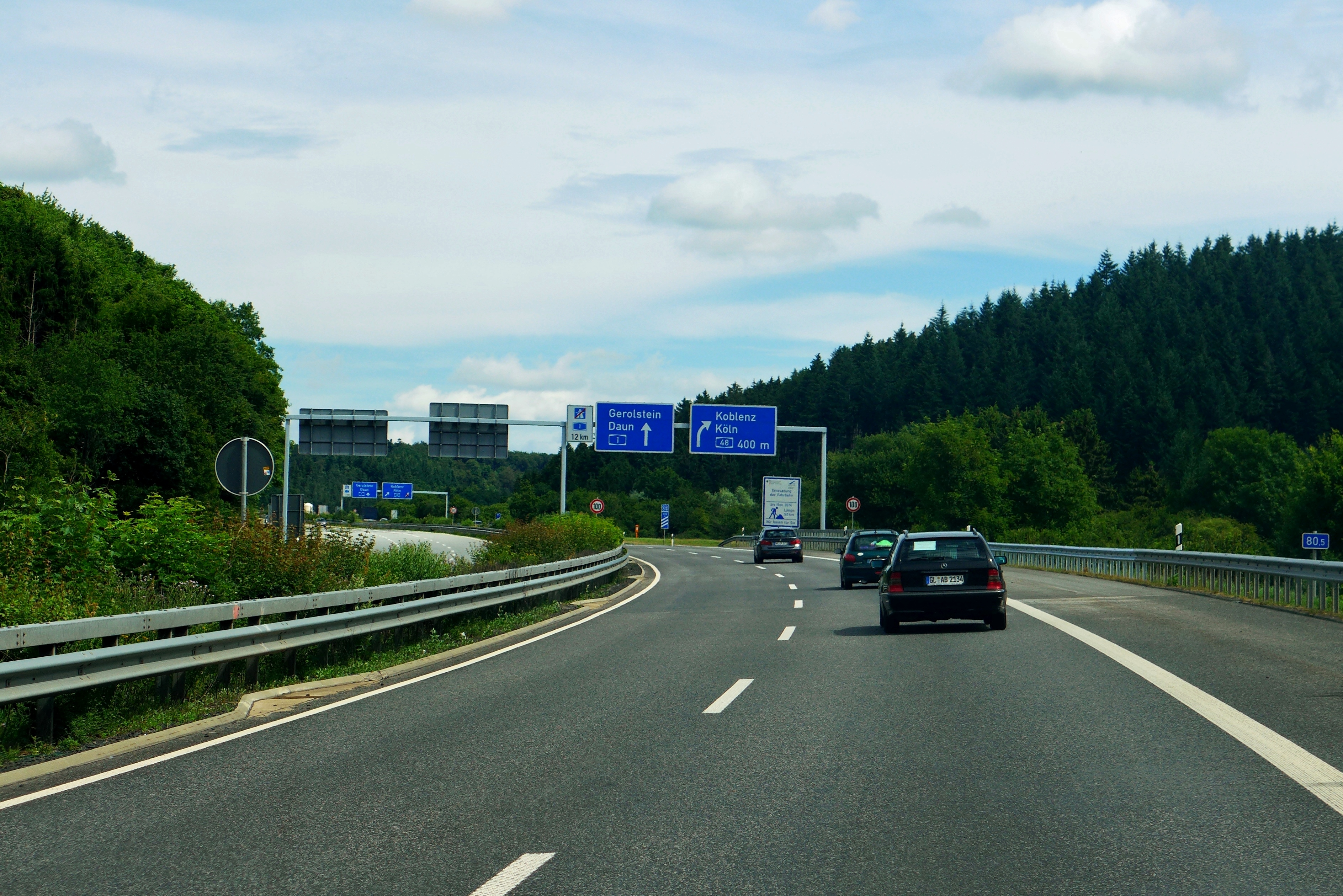
Beginn der BAB 48 am Dreieck Vulkaneifel
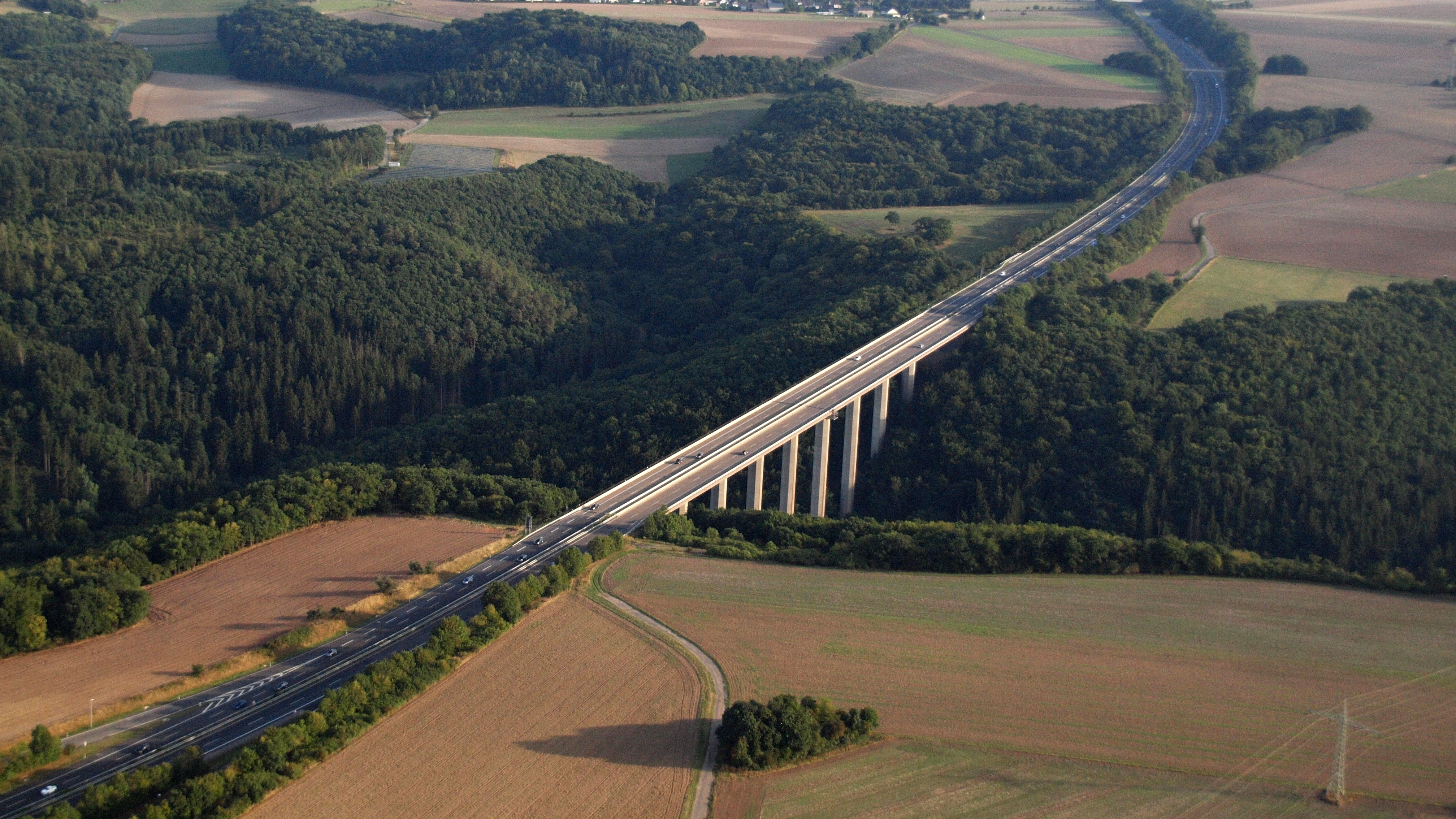
Elztalbrücke bei Mayen
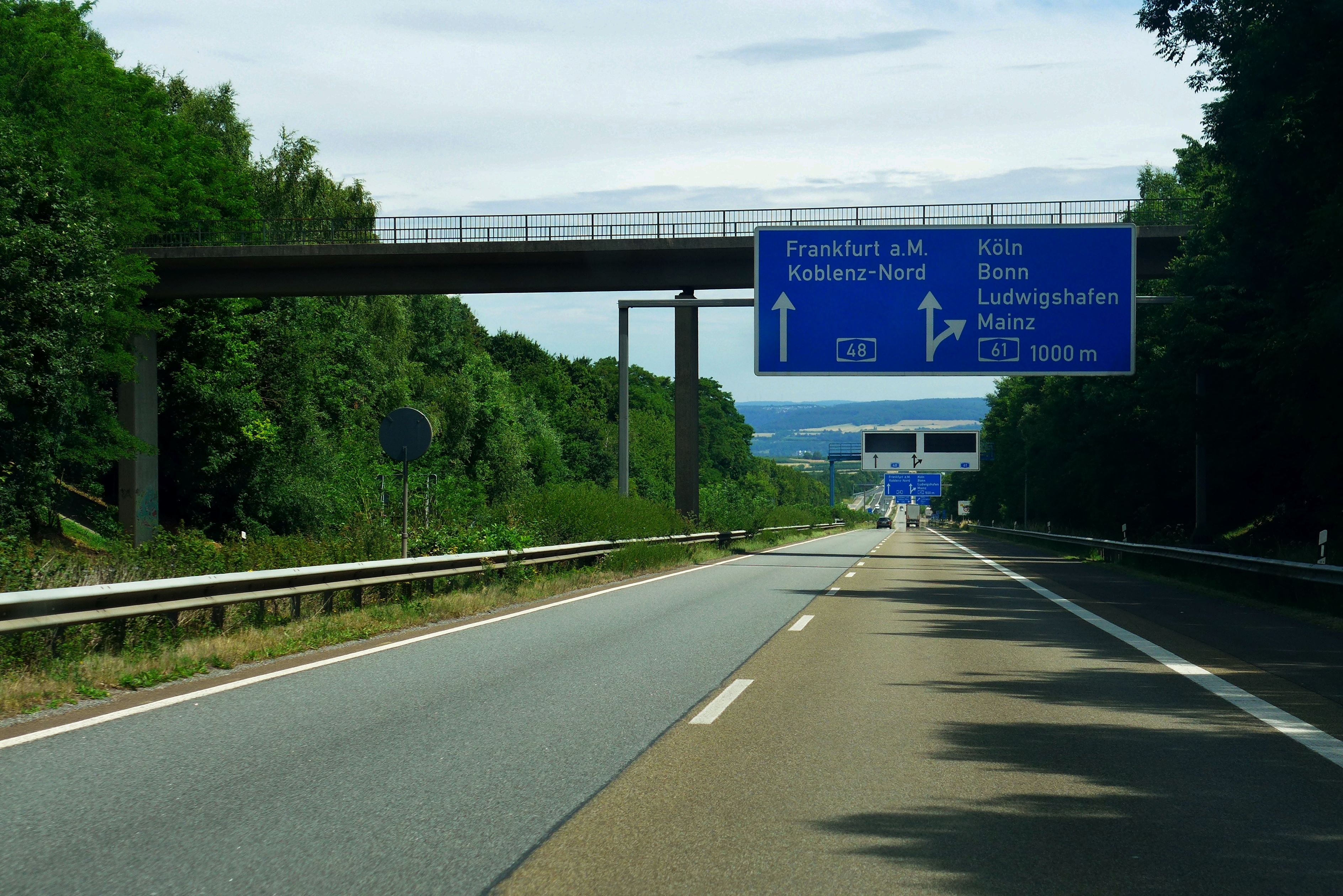
Abstieg zum Mittelrheintal bzw. Koblenz-Neuwieder Becken, kurz vor dem Autobahnkreuz Koblenz
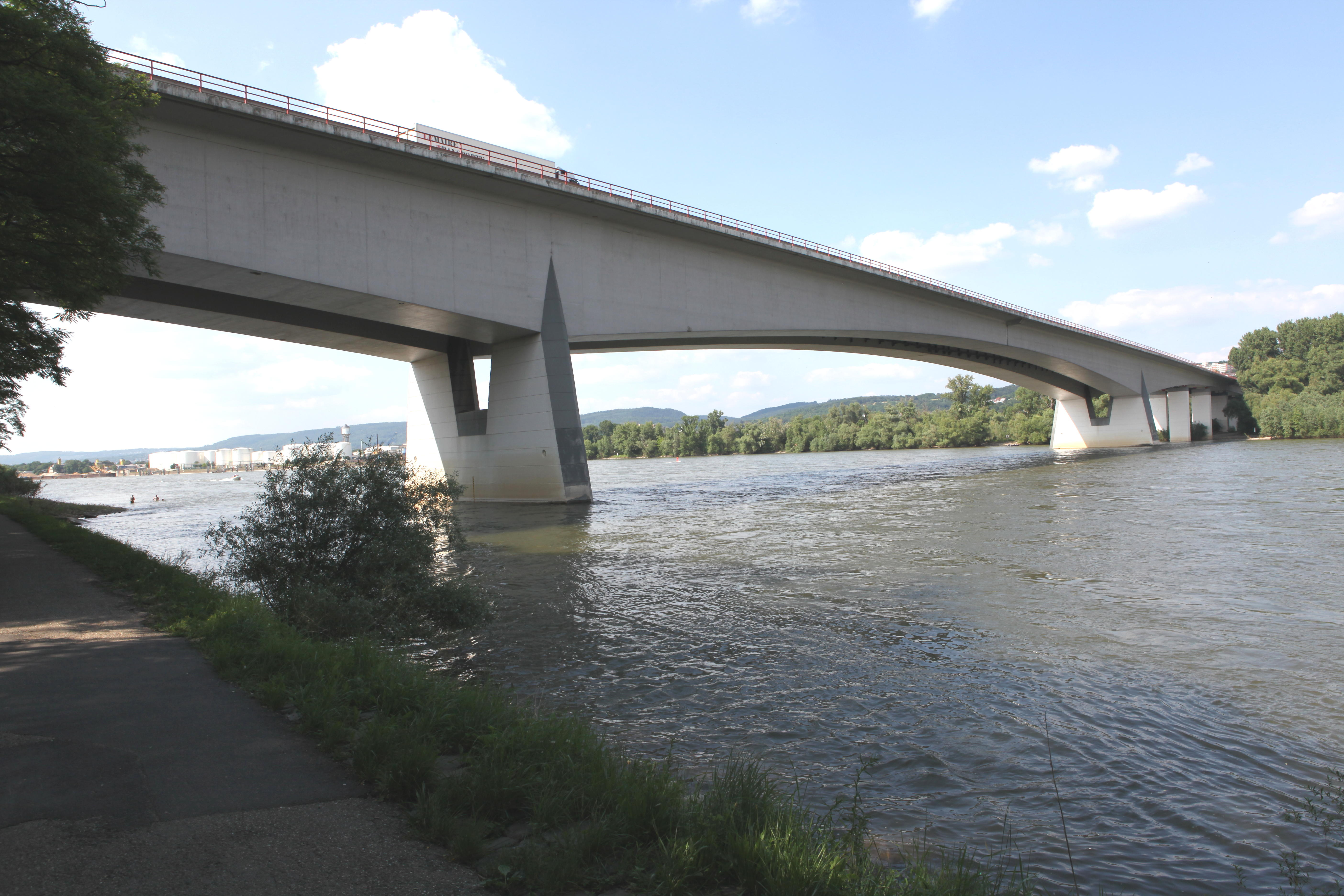
Bendorfer Brücke über den Rhein
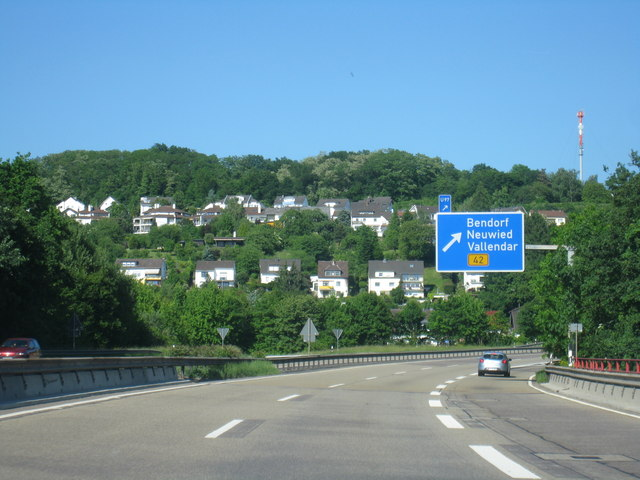
Ende der Bendorfer Brücke über den Rhein und Beginn des Aufstiegs zum Westerwald
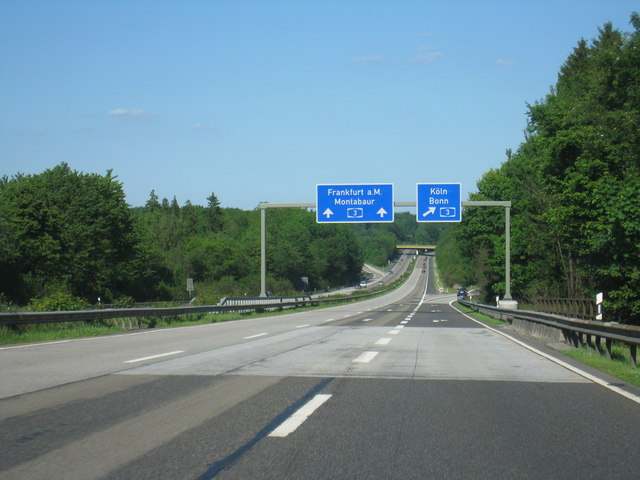
Autobahndreieck Dernbach: Einmündung in die BAB 3

## Geschichte
Der heutige Verlauf der BAB 48 war schon im Spitzennetz der Fernstraßenplanungen der Weimarer Republik sowie Zeit des Nationalsozialismus als Teil einer Autobahn aus dem Gießener Raum über Koblenz nach Trier vorhanden. Noch vor Ausbruch des Zweiten Weltkriegs begannen auf einigen Abschnitten die Bauarbeiten für die Strecke, die jedoch nicht mehr fertiggestellt wurden. Die heute existierende Trasse entstand in den 1960er Jahren, zunächst als einbahniger Bundesstraßen-Neubau, später als zweibahnige Bundesautobahn. Mit Einführung der heutigen Nummerierungssystems im Jahr 1975 umfasste die Bundesautobahn 48 die größtenteils noch lückenhafte Verbindung luxemburgische Grenze–Trier–Koblenz–Gießen–Hattenbacher Dreieck. Nachdem der Bau der Strecke Koblenz–Gießen in den 1980er Jahren nicht weiter verfolgt und 1992 die Anschlussstellen-Nummerierung eingeführt wurde, beschränkte sich die Bezeichnung BAB 48 auf den heute bestehenden Abschnitt zwischen Daun und Dernbach. Die restlichen gebauten Teilstücke der Verbindung erhielten neue Nummern.

### Zeit des Nationalsozialismus: Reichsautobahnbau
Das im Wesentlichen auf Plänen des Vereins HaFraBa der 1920er Jahre basierende Netz der Reichsautobahnen, dessen Realisierung die im Januar 1933 an die Macht gekommenen Nationalsozialisten unter Führung Adolf Hitlers intensiv vorantrieben, enthielt bereits die Strecke von der Reichsautobahn Köln–Frankfurt (Fertigstellung 1937 bis 1940, heutige BAB 3) nach Koblenz und Trier. Ende der 1930er Jahre sah die Planung neben der realisierten Strecke Köln–Frankfurt eine Nord-Süd-Strecke von Köln über Trier nach Landstuhl vor, die dort, zwischen Saarbrücken und Kaiserslautern, in die damals ebenfalls in Bau befindliche Reichsautobahn Saarbrücken–Mannheim (heutige BAB 6) münden sollte. Beim Bau dieser Autobahn wurden bereits Vorleistungen für ein Autobahndreieck verwirklicht. Zwischen den Strecken Köln–Landstuhl bei Daun und Köln–Frankfurt bei Dernbach war eine Querverbindung mit Anbindung an Koblenz vorgesehen, die die Betriebsstrecken-Nummer 53 erhielt.
Der Bau dieser Strecke wurde, zunächst als durchgehende Verbindung Dernbach–Trier, auf den Abschnitten Wittlich–Kaisersesch und Koblenz (Anschluss Reichsstraße 9–Dernbacher Dreieck) begonnen. Die Vermessungsarbeiten wurden in den Jahren 1937 und 1938 durchgeführt, Baubeginn war nach zügig durchgeführtem Landerwerb im September 1939 bei Hasborn. Während des Baus wurden Zwangsarbeiter aus der JVA Wittlich, dem KZ Hinzert, Luxemburg sowie polnische und sowjetische Kriegsgefangene verpflichtet, die in Barackenlagern entlang der Strecke interniert waren, so z. B. im Gefangenenlager „Eiserne Hand“ bei Bassenheim.
Neben den umfangreichen Erdarbeiten wurden 27 Brückenbauwerke komplett und weitere 17 Bauwerke teilweise fertiggestellt, 6,8 km Betonfahrbahn zwischen Dorf und Hasborn waren einbahnig bereits befahrbar. Im Zuge des Zweiten Weltkriegs wurden, wie auf allen Baustellen der Reichsautobahnen, die Bauarbeiten zunächst temporär und schließlich vollständig eingestellt.

### 1950er und 1960er Jahre: Wiederaufnahme der Planungen und Fertigstellung
Nach dem Ende des Zweiten Weltkriegs wurden 1954 zunächst die Arbeiten zur Fertigstellung der Strecke zwischen Koblenz und dem Dernbacher Dreieck wieder aufgenommen, um die Autobahn Köln–Frankfurt an die Stadt Koblenz anzuschließen. Dabei wurde in der Nähe von Koblenz-Bubenheim die Trassierung leicht modifiziert, so dass die dort bereits fertiggestellten Brücken keine Verwendung fanden und teilweise als Relikte des Reichsautobahnbaus bis heute erhalten sind. Ab 1959 folgte dann die Wiederaufnahme der Planungen für die Weiterführung über Daun und Trier nach Landstuhl. Hier nutzte man im nördlichen Teil die teils fertiggestellte Vorkriegstrasse, die zunächst einbahnig geführt wurde.
An der bereits vor dem Krieg begonnenen Brexbachtalbrücke bei Höhr-Grenzhausen wurde ab 1958 weitergebaut, allerdings wurden die bereits fertiggestellten Pfeiler wieder abgerissen, da die neue Brücke eine größere Spannweite erhalten sollte. Im Dezember 1961 wurde das erste, 11,8 km lange Teilstück zwischen dem Dreieck Dernbach und einem provisorischen Anschluss an die L 307 westlich von Höhr-Grenzhausen fertiggestellt und für den Verkehr freigegeben. Im März 1963 wird die Fortsetzung bis zur Anschlussstelle Bendorf/Neuwied an der B 42 freigegeben. Diese Freigabe erfolgte zunächst provisorisch auf der südlichen Richtungsfahrbahn, um das Stadtgebiet von Bendorf vom Durchgangsverkehr zu entlasten. Erst im Oktober 1963 ist auch die nördliche Richtungsfahrbahn in diesem Bereich fertiggestellt. Kennzeichnend für diesen Abschnitt ist der steile und kurvige Abstieg vom Westerwald hinab ins hier sehr weit geöffnete Mittelrheintal am sogenannten Weitersburger Hang.
Für die Rheinquerung zwischen Bendorf und St. Sebastian wurde der Bauauftrag im Dezember 1961 vergeben. Die Bauarbeiten für die Brücke begannen im März 1962 und wurden nach knapp dreieinhalbjähriger Bauzeit im August 1965 fertiggestellt, womit die Autobahn bis zur Anschlussstelle Koblenz-Nord an der B 9 verlängert wurde. Das Brückenbauwerk ist insgesamt 1029 m lang und weist eine maximale Stützweite von 208 m auf, was zum Zeitpunkt ihres Baus die größte Spannweite aller Spannbeton-Balkenbrücken weltweit darstellte.
Zwischen Koblenz und Trier wurde der Abschnitt Kaisersesch–Wittlich Anfang der 1960er Jahre in Angriff genommen und bis 1967 mit einer Richtungsfahrbahn fertiggestellt. Die Strecke wurde zunächst nicht als Autobahn, sondern als B 408 geführt. Der vor dem Krieg zwar befahrbare aber nicht freigegebene Abschnitt zwischen Dorf und Hasborn wurde 1964 in einer feierlichen Zeremonie dem Verkehr übergeben. Ein kurzes Teilstück bei Hasborn konnte erst am 1. Juli 1968 freigegeben werden, da seit dem Jahr 1950 die französische Armee als Besatzungsmacht den bereits fertiggestellten Abschnitt als Munitionsdepot nutzte und dieses räumte.
Im Jahr 1967 wurde die B 408 dann zur Autobahn aufgestuft und erhielt die Bezeichnung Autobahn 74. Gleichzeitig startete der Bau zwischen Koblenz und Kaisersesch sowie die zweite Richtungsfahrbahn zwischen Kaisersesch und Wittlich. Der Lückenschluss wurde in drei Bauabschnitten in den Jahren 1968 (Koblenz-Nord–Kreuz Koblenz), 1969 (Mayen–Kaisersesch) und 1970 (Kreuz Koblenz–Mayen) mit zwei Richtungsfahrbahnen fertiggestellt, die zweite Richtungsfahrbahn bis Wittlich war ebenfalls 1970 fertig. Der zweibahnige Ausbau des Abschnitts Kaisersesch–Wittlich wurde größtenteils durch die zum 1. Oktober 1968 neu gegründete Straßenneubauabteilung Wittlich vorangetrieben. Herausragendstes Bauwerk ist die 97 m hohe Elztalbrücke am östlichen Ende des Abschnitts, die 1967 fertiggestellt wurde. Somit bestand eine durchgehende, zweibahnige Autobahn zwischen dem Dreieck Dernbach und Wittlich.

### 1975: Einführung der Autobahnnummerierung

Wegweiser zur Bundesautobahn 48

Der Anfang der 1970er Jahre aufgestellte Plan zum Ausbau der Bundesfernstraßen in den Jahren 1971 bis 1985 sah erstmals unter der internen Bezeichnung „Autobahn 74“ einen Streckenzug von Luxemburg über Trier, Koblenz, Wetzlar und Gießen zum Reiskirchener Dreieck vor. Der mit Wirkung ab 1. Januar 1975 als Bundesautobahn 48 (kurz BAB 48) gewidmete Straßenzug sollte von Daun (BAB 1) über Mayen, Koblenz (BAB 61), Höhr-Grenzhausen – Ransbach-Baumbach (BAB 3), Westerburg, Wetzlar (BAB 45), Gießen (B 49 und BAB 5), Alsfeld nach Hattenbach (BAB 7) führen. Da die Strecke zwischen dem Autobahndreieck Moseltal und der Anschlussstelle Daun die gemeinsame Trasse der BAB 1 und der BAB 48 darstellte, wurden beide Autobahnen entsprechend auf den Verkehrsschildern dieses Abschnitts ausgewiesen.
Die Planungen zur Autobahnverbindung der Hansestädte mit Frankfurt und Basel (HaFraBa) in den 1920er Jahren sahen zunächst eine Streckenführung von Kassel über Marburg nach Gießen vor. Die Nationalsozialisten modifizierten die Planung: Bereits 1935 war die Strecke in der heutigen Führung zum Bau freigegeben, 1938 erfolgte die Fertigstellung. Während in dem Anfang der 1970er Jahre aufgestellten Plan zum Ausbau der Bundesfernstraßen in den Jahren 1971 bis 1985 noch dieser Abschnitt als „Autobahn 10“ (Hamburg – Basel) bezeichnet war, änderte sich dies mit der neuen Netzplanung, die mit Wirkung zum 1. Januar 1975 Geltung erlangte. Hiernach war für die BAB 5 eine neue Streckenführung von Bremen nach Gießen vorgesehen. Der Abschnitt zwischen dem Reiskirchener Dreieck und dem Dreieck Hattenbach wurde Teil der BAB 48 und entsprechend ausgewiesen.
War im Zweiten Gesetz vom 25. August 1980 zur Änderung des Gesetzes über den Ausbau der Bundesfernstraßen in den Jahren 1971 bis 1985 (BGBl. 1980, Teil I, S. 1614) die Strecke noch als BAB 48 gewidmet, so enthielt das Dritte Gesetz vom 21. April 1986 zur Änderung des Gesetzes über den Ausbau der Bundesfernstraßen (BGBl. 1986, Teil I, S. 557) diesen Abschnitt als BAB 5. Dies stand im Kontext mit der Aufgabe der Autobahnplanungen zwischen Koblenz und Wetzlar (BAB 48) sowie Bremen und Gießen (BAB 5), die bereits mit dem Zweiten Änderungsgesetz im Jahre 1980 erfolgt waren.

### 1992: Umnummerierung und Streckenverkürzung
Die Einführung der Anschlussstellen-Nummerierung im Jahr 1992 brachte einige Änderungen in die Nummerierung des Autobahnnetzes. Vermieden werden sollten nun längere Streckenabschnitte, auf denen zwei Bundesautobahnen über eine gemeinsame Trasse führen. Bislang galt dies auch für den über 40 km langen Abschnitt zwischen den Anschlussstellen Daun/Mehren und Schweich, der als BAB 1/BAB 48 geführt worden war. Bemerkenswerterweise setzte sich in nördliche bzw. ab Daun östliche Richtung die BAB 48 fort, in südliche Richtung die BAB 1 – an beiden Nummernwechseln waren Autobahndreiecke vorgesehen.
Da alle Anschlussstellen auf diesem Abschnitt ansonsten mit zwei verschiedenen Nummern ausgestattet worden wären, kürzte man die BAB 48 um die Strecke Luxemburg–Daun/Mehren ein, da sie sowieso eine Lücke (Nordumfahrung Trier) enthielt. Das Teilstück von Trier-Ehrang zur luxemburgischen Grenze wurde in zwei Abschnitten 1984 und 1987 fertiggestellt und hieß von 1992 an BAB 64. Die Strecke Daun/Mehren–Schweich wurde allein der BAB 1 zugeschlagen, der Nummernwechsel zunächst auf die Anschlussstelle Daun/Mehren gelegt. Mitte der 1990er Jahre wurde das schon in den 1950er Jahren beim Erdbau der Strecke vorbereitete Autobahndreieck für eine Autobahnverbindung in Richtung Köln gebaut, inklusive eines rund 3 km langen Abschnitts der BAB 1 zur nächsten Anschlussstelle Daun. Das Dreieck trug den Arbeitstitel Autobahndreieck Daun, dieser wurde bei der Eröffnung 1997 dann in Autobahndreieck Vulkaneifel umgeändert. Seitdem markiert es den Beginn der BAB 48. Die Anschlussstelle Daun/Mehren wurde mit Fertigstellung des Dreiecks in Mehren umbenannt.

## Liste der Verkehrsfreigaben
Die Freigabe der einzelnen Abschnitte des ab 1. Januar 1975 als BAB 48 gewidmeten Streckenzuges (in hell der seit 1992 bestehende, heutige Abschnitt) erfolgten:
| Abschnitt                                                    | Jahr             | km      | Bemerkung |
| ------------------------------------------------------------ | ---------------- | ------- | --- |
| Luxemburgische Grenze – AS Trier                             | 1987             | 8,7 km  | seit 1992 Teil der BAB 64 |
| AS Trier – Ehrang (Anschluss B 52)                           | 1981, 2011       | 4,9 km  | zunächst nur eine Richtungsfahrbahn, seit 1992 Teil der BAB 64 |
| (AD Moseltal –) AS Schweich – AS Salmtal                     | 1974             | 13,0 km | zunächst Doppelnummerierung BAB 1/BAB 48, seit 1992 Teil der BAB 1 |
| AS Salmtal – AS Wittlich                                     | 1975             | 10,2 km | zunächst Doppelnummerierung BAB 1/BAB 48, seit 1992 Teil der BAB 1 |
| AS Wittlich – Dorf (Anschluss B 49)                          | 1971             | 1,7 km  | zunächst Doppelnummerierung BAB 1/BAB 48, seit 1992 Teil der BAB 1 |
| Dorf – AS Hasborn                                            | 1941, 1964, 1970 | 6,8 km  | eröffnet als Reichsautobahn Strecke 140, Mehren-Trier-Landstuhl, 1964 als Bundesstraße B 408, 1967 Aufstufung zur Autobahn, bis 1970 nur eine Richtungsfahrbahn, zunächst Doppelnummerierung BAB 1/BAB 48, seit 1992 Teil der BAB 1 |
| AS Hasborn – AS Daun/Mehren                                  | 1965, 1970       | 18,6 km | eröffnet als Bundesstraße B 408, 1967 Aufstufung zur Autobahn, bis 1970 nur eine Richtungsfahrbahn, zunächst Doppelnummerierung BAB 1/BAB 48, seit 1992 Teil der BAB 1                                                              |
| AS Daun/Mehren – AS Kaisersesch                              | 1965, 1970       | 20,7 km | eröffnet als Bundesstraße B 408, 1967 Aufstufung zur Autobahn, bis 1970 nur eine Richtungsfahrbahn, seit 1997 Beginn der BAB 48 am AD Vulkaneifel                                                                                   |
| AS Kaisersesch – AS Mayen                                    | 1969             | 13,0 km | |
| AS Mayen – AK Koblenz                                        | 1970             | 21,0 km | |
| AK Koblenz – AS Koblenz-Nord                                 | 1968             | 6,0 km  | |
| AS Koblenz-Nord – AS Bendorf/Neuwied                         | 1965             | 3,3 km  | |
| AS Bendorf/Neuwied – AS Höhr-Grenzhausen                     | 1963             | 4,8 km  | südliche Richtungsfahrbahn im März 1963, nördliche im Oktober 1963 |
| AS Höhr-Grenzhausen – AD Dernbach                            | 1961             | 11,0 km | |
| AS Aßlar – Hermannstein (Anschluss B 277)                    | 1974             | 1,0 km  | seit 1986 Teil der BAB 480 |
| Hermannstein (Anschluss B 277) – Blasbach (Anschluss L 3053) | 1971             | 3,0 km  | Bauvorleistung im Zuge der Errichtung des Wetzlarer Kreuzes der BAB 45, nur eine Richtungsfahrbahn, seit 1986 Teil der BAB 480 |
| Biebertal (Anschluss L 3047) – AS Wettenberg                 | 1981             | 2,1 km  | nur eine Richtungsfahrbahn, seit 1986 Teil der BAB 480 |
| AS Wettenberg – Gießener Nordkreuz                           | 1975             | 8,0 km  | seit 1986 Teil der BAB 480 |
| Gießener Nordkreuz – Reiskirchener Dreieck                   | 1979             | 8,5 km  | seit 1986 Teil der BAB 480 |
| (AS Fernwald –) Reiskirchener Dreieck – Hattenbacher Dreieck | 1938             | 59 km   | seit 1986 Teil der BAB 5 |

## Nicht ausgeführte Planungen

### Nordumfahrung Trier
Die Planung für die Nordumfahrung Trier stammt aus den 1960er Jahren. Der Anfang der 1970er Jahre aufgestellte Plan zum Ausbau der Bundesfernstraßen in den Jahren 1971 bis 1985 sah einen Abschnitt unter der internen Bezeichnung „Autobahn 74“ von Luxemburg über Trier, Koblenz, Wetzlar und Gießen zum Reiskirchener Dreieck vor.
Der Abschnitt Luxemburg – Trier – Mesenich – Ehrang – Föhren war 1975 zwar weiterhin als Bundesautobahnneubau vorgesehen, jedoch nicht unter der Bezeichnung als A 48. Die Strecke Daun – Trier war ausschließlicher Bestandteil des Streckenzuges der A 1.
Im Netzplan vom 1. Januar 1976 war die Fortführung der A 48 von Daun über Trier nach Saarbrücken anstelle der A 1 vorgesehen, die von Köln aus am Dreieck Daun/Vulkaneifel enden sollte. Die Nordumfahrung Trier war damit auch im Januar 1976 noch nicht unter der Bezeichnung A 48 geplant.
Dies änderte sich wenige Monate später mit dem Bedarfsplan des Gesetzes zur Änderung des Gesetzes über den Ausbau der Bundesfernstraßen in den Jahren 1971 bis 1985 vom 5. August 1976. Die Nordumfahrung Trier war nunmehr als Bestandteil der A 48 enthalten. Die Strecke Daun – Saarbrücken war ausschließlich als A 1 bezeichnet.
Mit dem Zweiten Gesetz zur Änderung des Gesetzes über den Ausbau der Bundesfernstraßen in den Jahren 1971 bis 1985 vom 25. August 1980 verblieb die Nordumfahrung Trier als Teil der A 48 im Bedarfsplan. Zwischen Föhren und Daun war nunmehr die Doppelbezeichnung A 1/A 48 enthalten. Der Lückenschluss zwischen Trier und der A 1 bei Schweich mit 10 Kilometern Länge war im Bedarfsplan dieses Gesetzes nur in der Stufe II enthalten. Erst 1984 und 1987 wurden Teilabschnitte zwischen Ehrang und der Bundesgrenze fertiggestellt.
Das Dritte Gesetz zur Änderung des Gesetzes über den Ausbau der Bundesfernstraßen vom 21. April 1986 (BGBl. 1986, Teil I, S. 557) enthielt im Bedarfsplan die Strecke zwischen Trier-Ehrang und der A 1 weder im vordringlichen Bedarf, noch als weitere Planung.
Im Bedarfsplan des Vierten Gesetzes zur Änderung des Fernstraßenausbaugesetzes vom 15. November 1993 war die Nordumfahrung Trier unter der Bezeichnung BAB 48 wieder im Bedarfsplan als weiterer Bedarf enthalten. Nach der Neuorganisation der Autobahnnummerierungen im Jahr 1992 wurde dieser Teil der BAB 48 von der luxemburgischen Grenze bis nach Trier bereits zur BAB 64 umbenannt. Der Bedarfsplan des Fünften Gesetzes zur Änderung des Fernstraßenausbaugesetzes vom 4. Oktober 2004 enthielt die Nordumfahrung Trier unter der neuen Bezeichnung als BAB 64 zwar weiterhin, jedoch als weiterer Bedarf mit festgestelltem hohen ökologischen Risiko.

### Westerwaldautobahn Koblenz–Gießen
Auch die Planungen für die Strecke zwischen der heutigen A 3 und dem Raum Gießen reichen bis zum Ende der 1930er Jahre zurück. Die als Betriebsstrecke Nr. 56 bezeichnete Trasse war zwischen Limburg an der Lahn und der Betriebsstrecke Nr. 55 Dortmund – Gießen im Raum Wetzlar angedacht, wobei die Linie Dortmund-Gießen nördlich um Gießen zur heutigen A 5 Hattenbacher Dreieck – Frankfurt (Main) geführt werden sollte. Zum Bau der Strecke kam es bis zum Ende des Zweiten Weltkrieges nicht mehr.
Erst Mitte der 1960er Jahre finden sich in Karten Planungen einer Verbindung zwischen Koblenz und Gießen wieder. Zunächst wurde an die Vorkriegsplanung angeknüpft und eine Linie von Girod bzw. Kleinholbach bei Montabaur (A 3) über Hundsangen, Thalheim, Frickhofen, Lahr, Barig-Selbenhausen, Löhnberg, Bissenberg, Oberbiel, Wetzlar, Krofdorf-Gleiberg, Großen-Buseck nach Reiskirchen vorgesehen.
Bereits Ende der 1960er Jahre wurde diese Streckenführung zugunsten einer Linie Höhr-Grenzhausen bzw. Hilgert – Oberhaid (A 3) – Selters – Arnshöfen – Langenhahn – Hergenroth bei Westerburg – Irmtraut – Probbach – Löhnberg – Bissenberg – Wetzlar – Krofdorf-Gleiberg – Großen-Buseck – Reiskirchen aufgegeben. Der Anfang der 1970er Jahre aufgestellte Plan zum Ausbau der Bundesfernstraßen in den Jahren 1971 bis 1985 umfasste unter der internen Bezeichnung „Autobahn 74“ auch diesen Streckenabschnitt.
1971 wurde das großzügig angelegte Wetzlarer Kreuz dem Verkehr übergeben. In den Jahren 1975 und 1981 wurden noch drei Teilabschnitte zwischen der AS Wettenberg und dem Reiskirchener Dreieck fertiggestellt. Die restliche Strecke blieb unvollendet. Mit dem Zweiten Gesetz vom 25. August 1980 zur Änderung des Gesetzes über den Ausbau der Bundesfernstraßen in den Jahren 1971 bis 1985 (BGBl. 1980, Teil I, S. 1614) war die Strecke Koblenz – Wetzlar als A 48 nicht mehr im Bedarfsplan enthalten. Stattdessen war der Neubau einer Bundesstraße auf der Linie Mogendorf (A 3) – Rothenbach (Bundesstraße 255) – Westerburg – Langendernbach – Waldbrunn (Westerwald) – Weilburg mit Anbindung an die B 49 vorgesehen, allerdings nur in Stufe II. Die B 49 sollte zwischen Wetzlar und Limburg an der Lahn nunmehr vierstreifig ausgebaut werden (Stufe I). Zwischen der AS Aßlar und Wetzlar-Dalheim sollte die A 48 an die B 49 angebunden werden. Zwischen dem Wetzlarer Kreuz und der AS Wettenberg/Biebertal war der Bau der A 48 weiterhin geplant, jedoch nur in Stufe II eingeordnet.
Das Dritte Gesetz vom 21. April 1986 zur Änderung des Gesetzes über den Ausbau der Bundesfernstraßen (BGBl. 1986, Teil I, S. 557) brachte noch weitreichendere Einschnitte in die Planungen: Der Bundesstraßenneubau zwischen Rothenbach und Weilburg wurde gestrichen, übrig blieb als weitere Planung lediglich die Strecke Mogendorf – Rothenbach mit Anbindung an die B 255. Der vierstreifige Ausbau zwischen Wetzlar und Limburg an der Lahn war nicht mehr im vordringlichen Bedarf, sondern nur noch als weitere Planung enthalten. Die Anbindung der A 48 von Aßlar an die B 49 bei Wetzlar-Dalheim war ersatzlos entfallen. Zwischen dem Wetzlarer Kreuz und Wettenberg war nur noch der einbahnige Neubau vorgesehen. Die Strecke AS Aßlar bis zum Reiskirchener Dreieck wurde zur A 480 umgewidmet.
Im Zuge der Aufstellung des Bundesverkehrswegeplans 2003 wurden wieder Überlegungen für eine derartige Autobahnverbindung (Westerwaldautobahn) laut. Insbesondere die FDP in Rheinland-Pfalz und zugleich Koalitionspartner der SPD forderte den Bau der A 48. Im Bundesverkehrswegeplan wurde die A 48 jedoch nur mit der Variante Mogendorf (A 3) – Siegen (A 45) (50,5 km) sowie im Weiteren Bedarf mit festgestelltem hohen ökologischen Risiko eingestellt. Gegen den Bau der Autobahn, die über Hachenburg und Betzdorf verlaufen sollte, regte sich sofort Widerstand in der Region.
Das Land Hessen treibt stattdessen den vierstreifigen Ausbau der B 49 zwischen Wetzlar und Limburg an der Lahn weiter voran.

## Ausbauzustand

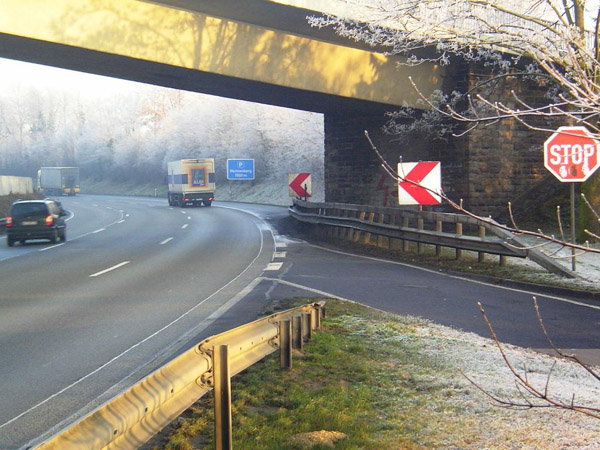
Kein Beschleunigungsstreifen beim Parkplatz „Auf der Zeg“

Sowohl der heute als BAB 48 bezeichnete Streckenabschnitt als auch die früher unter dieser Nummer geführten Teilstücke waren mit Fertigstellung der zweiten Richtungsfahrbahn zwischen Wittlich und Kaisersesch 1970 als vierstreifige Autobahn mit Seitenstreifen ausgeführt. Zwischen der Anschlussstelle Bendorf/Neuwied und dem Autobahndreieck Dernbach wurde der Seitenstreifen nachträglich in einen dritten, zusätzlichen Fahrstreifen ummarkiert, ausgenommen hiervon ein kurzes Stück östlich der Anschlussstelle Höhr-Grenzhausen in Höhe der Brexbachtalbrücke. In bestimmten Abständen gibt es daher Nothaltebuchten, und einige Parkplätze haben aufgrund dieser Begebenheit auch keinen Beschleunigungsstreifen und sind nur durch ein Stoppschild von der Hauptfahrbahn getrennt (siehe Bild).
Im August 2019 wurde in Fahrtrichtung Koblenz der dritte Fahrstreifen wieder zu einem Standstreifen ummarkiert, da laut dem zuständigen Autobahnamt Montabaur die Verkehrsstärke für eine dreispurige Richtungsfahrbahn zu gering ist und die fehlenden Verzögerungs- und Beschleunigungsstreifen zu den Rastplätzen Kannenbäckerland und Albrechtshof ein Sicherheitsrisiko darstellen.